# Jeremy Davidson
Jeremy William Davidson (Belfast, 28 aprile 1974) è un ex rugbista a 15 e allenatore di rugby a 15 britannico, già seconda linea dell'Ulster e internazionale per l'Irlanda e per i British and Irish Lions; la sua carriera terminò a 29 anni a causa di un infortunio al ginocchio. Dal 2018 è l'allenatore del Brive.

## Biografia
Nordirlandese di Belfast, Davidson iniziò la pratica rugbistica nel Dungannon, club col quale esordì nel campionato interprovinciale irlandese prima di entrare, nel 1995, nella squadra provinciale dell'Ulster; a fine anno giunse il suo esordio internazionale, a Dublino contro Figi.
Prese parte ai Cinque Nazioni del 1996 e 1997, anno del passaggio nella squadra inglese dei London Irish; a giugno di quell'anno fu selezionato anche dai British and Irish Lions per il loro tour in Sudafrica, scendendo in campo in tutti i tre test match contro gli Springbok e vincendo la serie 2-1.
Un infortunio al ginocchio occorsogli in campionato a fine 1997 ne impedì l'utilizzo per tutto il resto della stagione, e nel 1998 si trasferì in Francia al Castres.
Riuscì a rientrare tra i convocati irlandesi alla Coppa del Mondo di rugby 1999 nel Regno Unito ma nel 2000 risorgenze del vecchio infortunio ne minarono la condizione fisica, tanto che nei due anni successivi alla Coppa fu utilizzato in Nazionale solo 5 volte; nel 2001 tornò in Irlanda per disputare la Celtic League con Ulster, tuttavia a maggio 2003, dopo l'ennesima ricaduta e solo 15 incontri disputati in due stagioni, Davidson fu costretto a ritirarsi a 29 anni appena compiuti.
Subito dopo il ritiro si dedicò all'allenamento, divenendo per un quadriennio, dal 2003 al 2007, il tecnico del suo primo club, il Dungannon; nel 2007 fu di nuovo al Castres nella nuova veste di allenatore, e dopo due anni entrò nello staff tecnico dell'Ulster come allenatore in seconda.
Dal 2011, infine, guida l'Aurillac in Pro D2, con il quale nel 2013 giunse fino agli spareggi per l'ammissione alla finale-promozione in Top 14.